# Olocau del Rey
Olocau del Rey è un comune spagnolo situato nella comunità autonoma Valenciana, unico comune di lingua castigliana della provincia.
Conserva tracce di insediamenti fin dall'età del bronzo. Fu poi in possesso degli arabi, che eressero il castello, conquistato e fortificato dal Cid Campeador, assegnato nel XII secolo all'Ordine di San Giovanni, e assegnato alla giurisdizione di Morella dal XIII secolo al XVII.

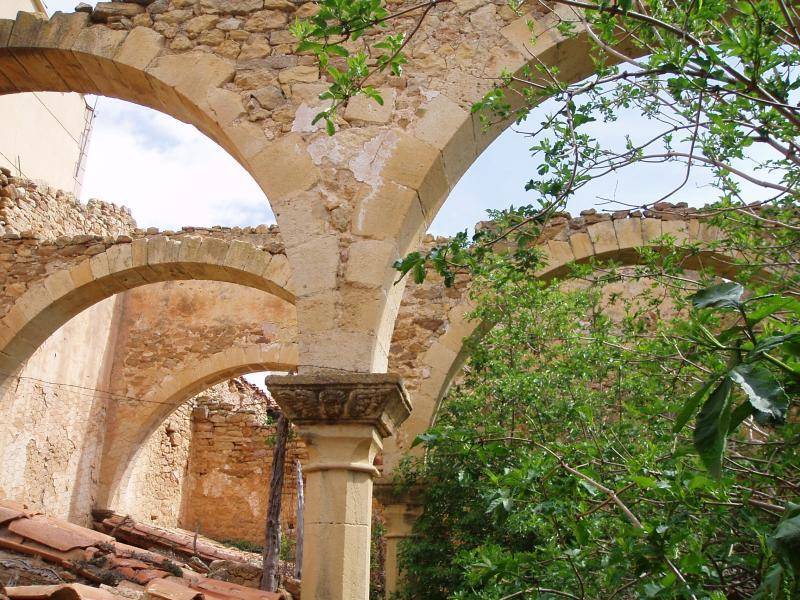
ruderi della Confraternita della Lana
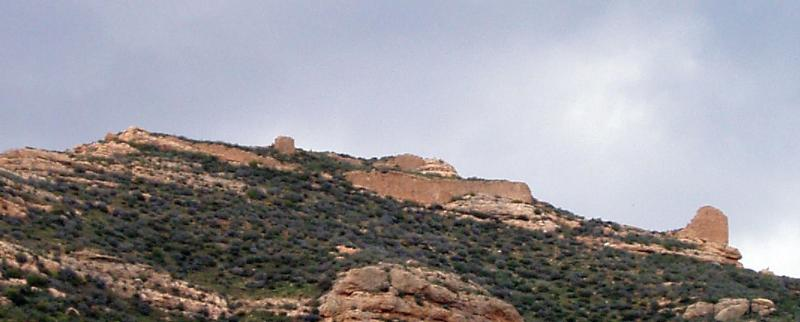
il castello
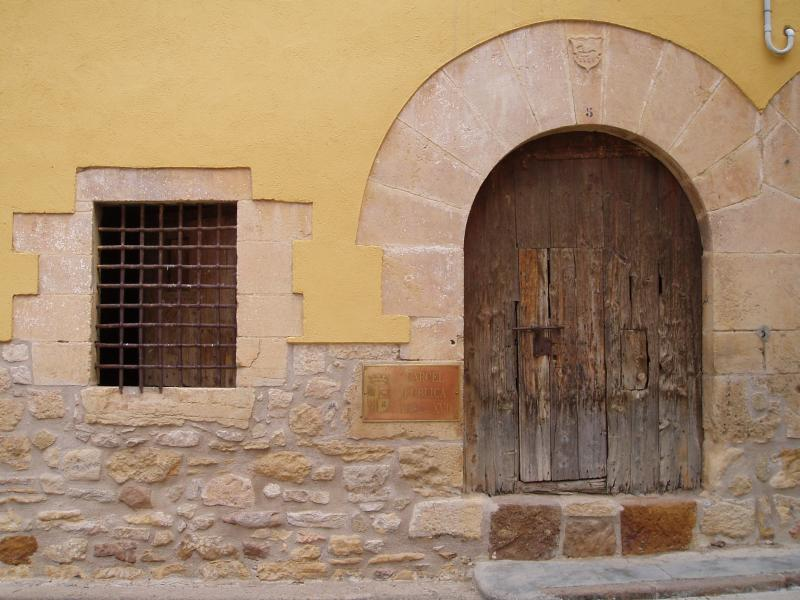
il carcere, ingresso